# Ofir
Ofir was een legendarisch goudland dat in de Bijbel genoemd wordt als de regio waaruit koning Salomo goud, edelstenen en luxe hout importeerde.

## Ofir in de Bijbel
Ofir wordt in verschillende Bijbelboeken van het Oude Testament genoemd: 
- In Genesis 10 wordt Ofir genoemd als een van de afstammelingen van Sem in de Volkenlijst: 10:26 "En Joktan verwekte Almodad, Selef, Chasarmawet, Jerach, 27 Hadoram, Uzal, Dikla, 28 Obal, Abimaël, Seba, 29 Ofir, Chawila en Jobab; deze allen waren de zonen van Joktan".
- In 1 Koningen wordt de verbintenis gelegd tussen Ofir en Koning Salomo:
  - 9:28 "En zij kwamen te Ofir, en haalden van daar aan goud, vierhonderd en twintig talenten, en brachten het tot den koning Salomo"
  - 10:11 "Verder ook de schepen van Hiram, die goud uit Ofir voerden, brachten uit Ofir zeer veel almuggimhout en kostelijk gesteente"
  - 22:48 " En Josafat maakte schepen van Tharsis, om naar Ofir te gaan om goud; maar zij gingen niet, want de schepen werden gebroken te Ezeon-Geber"
- In latere boeken 1 Kronieken 29:4, 2 Kronieken 8:18 , Job 22:24 en 28:16 en Jesaja 13:12, wordt Ofir min of meer synoniem aan goud, bijvoorbeeld: "... drie duizend talenten gouds, van het goud van Ofir, en zeven duizend talenten gelouterd zilver, om de wanden der huizen te overtrekken" (1 kronieken 29:4)

De zonen van de Bijbelse Joktan, Sheba, Ofir en Havilah worden ook genoemd in pre-Islamitische bronnen als de Kitab al-Magall ('het rollenboek' of 'de zienswijze van Peter'). Hier staat dat Reu, een koning van Saba of Sheba, genaamd Pharoah, Ofir en Havilah veroverde en Ofir bouwde met goud als stenen.

## Locatie
Verschillende gebieden werden aangewezen als de locatie van Ofir:

### Afrika
- Aangezien later in de Bijbel wordt vermeld dat er schepen naar Ofir varen, wordt Oost-Afrika als locatie genoemd en dan met name de regio Puntland, dat ook in Egyptische bronnen als leverancier van goud wordt genoemd.
- In de 19e eeuw werd ook Zimbabwe als mogelijke plaats genoemd. Aan het begin van de 16e eeuw ontdekten de Portugezen onder leiding can Vasco da Gama de ruïnes van een stad. Een van Da Gama metgezellen, Tomé Lopes legde de connectie met het geheimzinnige Ofir uit de Bijbel. In 1867 werden de ruïnes herontdekt door jager Adam Renders.
- De oude havenstad Sofala van het voormalige koninkrijk Monopata in Mozambique wordt in de literatuur veelvuldig genoemd als het legendarische Ofir.

### Azië
- Het Arabische schiereiland, aangezien Ofir in de Volkenlijst van Genesis 10 wordt vermeld te midden van Arabische volkeren.
- In het gebied van het huidige Jemen. Hier zou ook de legendarische koningin van Sheba vandaan komen.
- Flavius Josephus en Hiëronymus beschouwden India (bijvoorbeeld het gebied van het huidige Poovar) als mogelijke locatie. Zowel de in het Hebreeuws gebruikte woorden voor de geïmporteerde producten als de vermelding van sandelhout dat in oostelijk Afrika nauwelijks voorkomt, wijzen in deze richting.
- Abhira, aan de monding van de Indus in wat nu Pakistan is, wordt genoemd door Max Müller.
- Het noorden van Sri Lanka. In deze regio waren de Dravidiërs actief met goud, ivoor en pauwen.
- In een oud Spaans boek uit ca. 1522, "Collecion General de Documentos Relativos a las Islas Filipinas" staat een route beschreven hoe men Ofir kan bereiken. Volgens het boek lag Ofir voor China en vormde een eilandengroep. De beschrijving van deze eilandengroep kan alleen slaan op de Filipijnen .
- Ontdekkingsreiziger Alvaro Mendaña ontdekte in 1568 een eilandengroep die hij identificeerde met Ofir en om die reden de Salomonseilanden noemde.
- Volgens historicus David Hatcher was Australië Ofir. Volgens Hatcher kwamen het goud en edelstenen uit dit continent en het ivoor, sandelhout en pauwen uit Zuid-Azië.

### Europa
- Een Portugese mythe localiseert Ofir in Fão, Esposende.
- Een Duitse historicus, Johannes Aventinus, noemde in 1539 Epirus, aan de Adriatische kust, als mogelijke locatie.

### Zuid-Amerika
Theoloog Benito Arias Montano dacht dat de inwoners van Peru afstammelingen waren van Ofir en Shem. Cyrus H. Gordon en zijn volgelingen dachten dat Ofir in Brazilië lag aan de hand van de later als vervalsing aangetoonde Paraíba-inscriptie, die als volgt luidt:
Wij zijn zonen van Kanaän van Sidon, de stad van de koning. Koophandel heeft ons naar deze verre kust gedreven, een land van bergen. Wij offerden onze jeugd op voor de verheerlijkte goden en godinnen in het negentiende jaar van Hiram, onze machtige koning. Wij vertrokken van Ezion-Geber in de Rode Zee en reisden met tien schepen. We zijn samen op zee geweest voor twee jaren lang, varende rondom het land dat toebehoort aan Cham, maar werden gescheiden door de hand van Baäl, waardoor wij niet langer samen waren met onze metgezellen. Dus kwamen wij hier, twaalf mannen en drie vrouwen, aan een kust die ik, de admiraal, beheers. Moge de verheerlijkte goden en godinnen ons welgezind zijn.
Gordon concludeerde dat deze steen echt was, omdat er grammaticale constructies en uitdrukkingen op voor kwamen die pas recent zijn ontdekt. Zo is de uitdrukking 'de hand van Baäl' pas ontdekt in 1939, terwijl de Paraíba-inscriptie in 1872 is gevonden. De archeoloog Gene Savoy dacht Fenicische artefacten te hebben gevonden in het Braziliaanse gebied Minas Gerais, waarvan hij veronderstelde dat Salomo en Chiram daar hun goud haalden. Andere Bijbeluitleggers veronderstellen dat 'Ofir' etymologisch verwant is aan 'Peru'.

## Ofir in de literatuur
- Michail Sjtsjerbatov schreef in 1784  de roman "Poetisjestvije v zemljoe ofirskoejoe" ("Reis naar Ofir").
- In de 19e eeuw kreeg de mythe van Ofir nieuw leven ingeblazen. H. Rider Haggard schreef in 1885 King Solomon's Mines. Dit boek gaat over een jager op groot wild die een oude kaart in handen krijgt met de locatie van de mijnen van koning Solomo. Haggard baseerde zich grotendeels op de ruïnes Zimbabwe die in tijd waren herontdekt en werden onderzocht. Tal van schrijvers volgden het voorbeeld van Rider Haggard.
- Charles Beade, 'The Land of Ophir', Adventure, 10, 20, en 30, maart 1922.
- Robert Howard's 'Conan the Barbarian', een serie rond een barbaarse koning uit legendarische tijden.In deze serie komt Ofir voor als een rijk.
- Edgar Rice Burroughs schrijft in de Tarzan-romans over de verloren stad Opar, in de Afrikaanse jungle en wel in The Return of Tarzan (1913), Tarzan and the Jewels of Opar (1916), Tarzan and the Golden Lion (1923), en Tarzan the Invincible (1930). Opar is overduidelijk Ofir.
- Philip José Farmer schreef ook twee romans over Opar/Ofir, Hadon of Ancient Opar en Flight to Opar.
- Wilbur Smith schreef in 1972 The Sunbird dat zich afspeelt in Opet, een andere naam voor Ofir.
- Clive Cussler schreef in 2007 The Navigator waar Ofir en de mijnen zich in het oosten van de VS bevinden. Het resultaat van een bezoek aan Noord-Amerika door de Foeniciërs
- In de Kluitman jeugdserie verscheen in de jaren zestig 'Het goud van Ophir' van Dirk Dixon, overduidelijk geïnspireerd door Rider Haggard.